# Francesco Pau
Francesco Pau (* Februar 1954) ist ein ehemaliger italienischer Schauspieler.
Pau wurde von Gian Luigi Polidoro im Alter von 14 Jahren für seinen Film Die Degenerierten besetzt, in dem er den jungen Gitone spielt, der von Encolpius (Don Backy) zum Beischlaf verführt wird. Erst sieben Jahre später nahm er die Schauspielerei wieder auf; nach einem Kurzauftritt sah man ihn im Poliziottesco I ragazzi della Roma violenta und schließlich 1978 in der Sexy Comedy Meine drei Cousinen. Später arbeitete er im Immobiliengeschäft.

## Filmografie
- 1969: Die Degenerierten (Satyricon)
- 1976: Una vita venduta
- 1976: I ragazzi della Roma violenta
- 1978: Meine drei Cousinen (Cugini miei)